# شاه جهان بيكم
شاه جهان بيكم (1838 – 1901 م) هي أميرة من أميرات الهند، اعتلت إمارة بوبال بعد وفاة والدتها الأميرة سكندر بيكم.
يقال أنها أحسنت إدارة البلاد. توفيت في 16 حزيران سنة 1901 م.